# Serek
V egiptovskih hieroglifih je serek pravokoten okvir z nišami ali pročeljem palače starodavne egipčanske arhitekture, v kateri je kraljevo ime. Nad njo (običajno) stoji Hor (sokol). Serek je prvi znak, ki se je uporabljal za kraljevo ime v stari egipčanski ikonografiji, ki je veljala pred novejšo in bolj znano kartušo v obdobju četrte dinastije, ki je vladala 500−700 let. 

## Zgodovina
Eden najpomembnejših elementov kraljeve oznake in identitete v starem Egiptu je bilo ime kralja, saj so faraoni skrbeli, da bi tudi prihodnje generacije poznale svoje kralje. Serek je bil prvič uporabljen že pri vladarjih preddinastičnega obdobja, kar se je nadaljevalo skoraj vso zgodovino Egipta kljub uporabi kartuše. Prvi najdeni serek je serek faraona Džeta iz prve dinastije. Serek  kralja Senusreta I., ki je bil kralj v obdobju dvanajste dinastije, hranijo v Metropolitanskem muzeju umetnosti v New Yorku. Sereki kraljev tridesete dinastije so tudi ohranjeni.
Serekh predstavlja kraljevo palačo, prikazano v kombinaciji tlorisa in narisa. Pravokotni okvir je tloris, medtem ko je vzorčasta površina predstavljala fasado. Serek je zarezan ali pobarvan s črnilom. Vsebuje kraljevo ime, ki je bilo uporabljeno na različne načine in je bila temeljna izjava o kraljevi ideologiji.  Ime kralja je bilo napisano s hieroglifom in Horom kot inkarnacijo boga neba.

## Razvoj
Najzgodnejši sereki so bili prazni, ker je bil že sam simbol sporočilo kraljeve oblasti. Sčasoma je kralj začel pisati vanj tudi pridevek. V njih je prevladoval simbol Hora. Samo v obdobju druge dinastije so opazili spremembe pri oblikovanju imena Hora s Setom (zaradi začasne višje pomembnosti boga Seta v kraljevi simboliki) in nato Hora-in-Seta (verjetno simbolizira združitev obeh delov kraljestva). Zakaj je prišlo do te spremembe, je bilo veliko različnih mnenj, vendar točen vzrok še vedno ni jasen.